# Takáts Árpád
Takáts Árpád (Szombathely, 1938. július 1. – Tényő, 2018. április 28.) rádiós műsorvezető, riporter, a Magyar Rádió Körkapcsolásának egyik alapító tagja. 

## Életpályája
A Vas vármegyei  Merseváton és Külsővaton végezte el az általános iskola nyolc osztályát.
Győrben a Révai Miklós Gimnáziumban érettségizett.
Filozófiából államvizsgázott és a MUOSZ Akadémián szerzett diplomát.
Négy és fél évtizedes újságírói munkássága a rádióban és a televízióban összefonódott a mikrofonnal, de az írott sajtó is tevékenységi területe volt.
A Magyar Rádió törzsgárda tagját a Győri Sportigazgatóság javaslatára Győr város 1997-ben Pro Urbe díjjal tüntette ki.